# Liste der State-, U.S.- und Interstate-Highways in Montana
Die nachfolgenden Listen stellen eine Übersicht über die Highways im Bundesstaat Montana der Vereinigten Staaten dar:

## Interstate Highways
| Route | Beginn           | Ende           | Länge in mi | Länge in km |
| ----- | ---------------- | -------------- | ----------- | ----------- |
| I15   | bei Monida       | in Sweetgrass  | 396         | 637         |
| I90   | bei Mullan       | bei Ranchester | 552         | 888         |
| I94   | in Billings      | bei Beach      | 249         | 401         |
| I115  | in Butte         | Butte          | 1           | 2           |
| I315  | I15 · I89 · S200 | Great Falls    | 1           | 1           |

## U.S. Highways
| Route | Beginn                        | Ende                         |
| ----- | ----------------------------- | ---------------------------- |
| H2    | westlich von Troy             | östlich von Bainville        |
| H12   | westlich von Lolo Hot Springs | bei Marmarth                 |
| H20   | bei Henrys Lake               | im Yellowstone National Park |
| H87   | bei Ranchester                | bei Havre                    |
| H89   | im Yellowstone National Park  | bei Carway                   |
| H93   | am Lost Trail Pass            | in Roosville                 |
| H191  | im Yellowstone National Park  | nördlich von Loring          |
| H212  | im Yellowstone National Park  | bei Cooke City               |
| H287  | im Yellowstone National Park  | bei Choteau                  |
| H310  | bei Frannie                   | in Laurel                    |

## State Highways 1. Ordnung (primary)
| Route | Beginn                               | Ende                                                         |
| ----- | ------------------------------------ | ------------------------------------------------------------ |
| S1    | Opportunity                          | Drummond                                                     |
| S2    | Three Forks                          | Butte                                                        |
| S3    | Billings                             | Great Falls                                                  |
| S5    | Scobey                               | Grenze zu North Dakota bei Westby                            |
| S7    | Ekalaka                              | Wibaux                                                       |
| S10   | Billings                             | Billings                                                     |
| S13   | Circle                               | Scobey an der Grenze zu Saskatchewan, Kanada                 |
| S16   | Glendive                             | Regway an der Grenze zu Saskatchewan, Kanada                 |
| S17   | bei Kennedy Creek                    | Grenzstation Chief Mountain an der Grenze zu Alberta, Kanada |
| S19   | Roy                                  | Grass Range                                                  |
| S21   | Augusta                              | Simms                                                        |
| S23   | Sidney                               | Grenze zu North Dakota                                       |
| S24   | S200                                 | Grenzstation Opheim an der Grenze zu Saskatchewan, Kanada    |
| S25   | Wolf Point                           | Bridge Park                                                  |
| S28   | Plains                               | Elmo                                                         |
| S35   | Polson                               | Evergreen                                                    |
| S37   | Libby                                | Eureka                                                       |
| S38   | Grantsdale                           | Porter’s Corners                                             |
| S39   | Forsyth                              | Lame Deer                                                    |
| S40   | Whitefish                            | Columbia Falls                                               |
| S41   | Dillon                               | Vendome Station                                              |
| S42   | bei Glasgow                          | Glasgow                                                      |
| S43   | Lost Trail Pass                      | Divide                                                       |
| S44   | nördlich von Dupuyer                 | an der Ausfahrt 348                                          |
| S47   | Custer                               | Hardin                                                       |
| S48   | Mill Creek                           | Warm Springs                                                 |
| S49   | East Glacier Park                    | nördlich von Kiowa                                           |
| S55   | bei Parsons Bridge                   | Whitehall                                                    |
| S56   | Troy                                 | bei Noxon                                                    |
| S59   | Grenze zu Wyoming südlich von Biddle | Jordan                                                       |
| S64   | H191                                 | Big Sky                                                      |
| S66   | Fort Belknap Agency                  | H191                                                         |
| S69   | Whitehall                            | Boulder                                                      |
| S72   | Grenze zu Wyoming südlich von Belfry | Bridger                                                      |
| S78   | Red Lodge                            | Columbus                                                     |
| S80   | Fort Benton                          | Stanford                                                     |
| S81   | Coffee Creek                         | Brooks                                                       |
| S82   | Bigfork                              | Somers                                                       |
| S83   | Clearwater Crossing                  | Bigfork                                                      |
| S84   | Bozeman Hot Springs                  | Norris                                                       |
| S85   | Bozeman Hot Springs                  | Belgrade                                                     |
| S86   | Bozeman                              | Wilsall                                                      |
| S87   | Grenze zu Idaho bei Raynolds Pass    | bei Cliff Lake                                               |
| S89   | Dillon                               | Dillon                                                       |
| S117  | Nashua                               | Fort Peck                                                    |
| S135  | St. Regis                            | bei Paradise                                                 |
| S141  | Avon                                 | Mineral Hill                                                 |
| S200  | Heron                                | Fairview                                                     |
| S200S | bei Circle                           | bei Glendive                                                 |
| S287  | Twin Bridges                         | Ennis                                                        |